# Richard Belzer
Richard Jay Belzer (Bridgeport, Connecticut, 4 de agosto de 1944-Bozouls, Francia, 19 de febrero de 2023) fue un actor, comediante y escritor estadounidense, reconocido por su actuación como el detective, John Munch, en la serie televisiva policial, Law & Order: Special Victims Unit de la NBC y en Homicide: Life on the Street. Interpretó a dicho personaje durante 21 temporadas.

## Biografía
En 1983, sobrevivió al cáncer de testículos.
En 2004, Belzer apoyó la campaña presidencial del senador John Kerry (D-MA) desde sus inicios hasta la derrota ante el presidente, George W. Bush. En 2008, Belzer apoyó oficialmente la campaña de senador Barack Obama (D-IL) para la Presidencia de los Estados Unidos.

### Fallecimiento
Murió el 19 de febrero de 2023, en su casa de Beaulieu-sur-Mer, Francia, a los 78 años, debido a complicaciones inespecíficas de la circulación y compromiso respiratorio.

## Filmografía

### Productor
| Año  | Título         | Productor |
| ---- | -------------- | --------- |
| 2007 | BelzerVizion   | Ejecutivo |
| 2010 | Santorini Blue | Ejecutivo |

### Cine
| Año  | Título                                 | Personaje                                            | Notas                                          |
| ---- | -------------------------------------- | ---------------------------------------------------- | ---------------------------------------------- |
| 1974 | The Groove Tube                        | Rodríguez / Leo Batfish / El presidente / The Hooker | Película independiente                         |
| 1980 | Fame                                   | M.C.                                                 |                                                |
| 1982 | Café Flesh                             | Miembro de la audiencia que habla fuerte             |                                                |
| 1982 | Author! Author!                        | Seth Shapiro                                         |                                                |
| 1982 | Night Shift                            | Pig                                                  |                                                |
| 1983 | Scarface                               | M.C. en el Babylon Club                              |                                                |
| 1983 | Likely Stories, Vol. 3                 | Richard                                              |                                                |
| 1986 | America                                | Gypsy Beam                                           | Llamada también "Moonbeam"                     |
| 1986 | Charlie Barnett's Terms of Enrollment  | Hombre leyendo papel                                 |                                                |
| 1987 | Flicks                                 | Stoner                                               | Segmento: "New Adventures of the Great Galaxy" |
| 1988 | The Wrong Guys                         | Richard 'Belz' Belzer                                |                                                |
| 1988 | Freeway                                | Dr. David Lazarus                                    |                                                |
| 1989 | The Big Picture                        | Anfitrión de Video Show                              |                                                |
| 1989 | Fletch Lives                           | Phil                                                 |                                                |
| 1990 | The Bonfire of the Vanities            | Productor de televisión                              |                                                |
| 1991 | The Flash II: Revenge of the Trickster | Joe Kline                                            |                                                |
| 1991 | Missing Pieces                         | Baldesari                                            |                                                |
| 1991 | Off and Running                        | Milt Zoloth                                          |                                                |
| 1992 | Flash III: Deadly Nightshade           | Joe Kline                                            |                                                |
| 1993 | Mad Dog and Glory                      | M.C. / Comic                                         |                                                |
| 1993 | Dangerous Game                         | Él mismo                                             |                                                |
| 1994 | North                                  | Barker                                               |                                                |
| 1994 | The Puppet Masters                     | Jarvis                                               |                                                |
| 1995 | Not of this Earth                      | Jeremy Pallin                                        |                                                |
| 1996 | Girl 6                                 | Caller #4 – Beach                                    |                                                |
| 1996 | A Very Brady Sequel                    | Det. de LAPD                                         |                                                |
| 1996 | Get on the Bus                         | Rick                                                 |                                                |
| 1998 | The Bar Channel                        |                                                      |                                                |
| 1998 | Species II                             | Presidente de los Estados Unidos                     |                                                |
| 1999 | Jump                                   | Jerry                                                |                                                |
| 2006 | Copy That                              | Richard                                              |                                                |
| 2007 | BelzerVizion                           | Richard Belzer                                       |                                                |
| 2009 | Polish Bar                             | Hershel                                              |                                                |
| 2010 | Santorini Blue                         | Richard                                              |                                                |
| 2017 | Gilbert                                | Él mismo                                             |                                                |

### Televisión
| Año       | Título                                       | Personaje                                          | Notas                                                                                          |
| --------- | -------------------------------------------- | -------------------------------------------------- | ---------------------------------------------------------------------------------------------- |
| 1975–1980 | Saturday Night Live                          | Juror / Chevy Chase / Él mismo / Visitane de museo | (T1, Epi. 1). (T2, Epi. 27). (T3, Epi. 61). (T5, Epi 106) No acreditado                        |
| 1978      | Sesame Street                                | Hombre en remero #1                                | "(#1186)"                                                                                      |
| 1984      | The Richard Belzer Show                      | Él mismo                                           | 6 Episodios                                                                                    |
| 1985      | Moonlighting                                 | Leonard                                            | "Twas the Episode Before Christmas"                                                            |
| 1986      | Miami Vice                                   | Cap. Hook                                          | "Trust Fund Pirates"                                                                           |
| 1989      | Tattingers                                   |                                                    | "Ex-Appeal". Llamada también: "Nick & Hillary"                                                 |
| 1990–91   | The Flash                                    | Joe Kline                                          | 10 Episodios                                                                                   |
| 1991      | Monsters                                     | Buzz Hunkle                                        | "Werewolf of Hollywood"                                                                        |
| 1992      | Human Target                                 | Greene                                             | "Pilot"                                                                                        |
| 1993–99   | Homicide: Life on the Street                 | Det. John Munch                                    | Regular 122 Episodios                                                                          |
| 1994      | Lois & Clark: The New Adventures of Superman | Inspector William Henderson                        | "All Shook Up". "Witness". "Foundling". "The House of Luthor"                                  |
| 1994      | Nurses                                       | Jesse Wilner                                       | "Fly the Friendly Skies"                                                                       |
| 1994      | Bandit Bandit                                | Big Bob                                            | Película de televisión                                                                         |
| 1994      | Hart to Hart: Crimes of the Hart             | Det. Frank Giordano                                | Película de televisión                                                                         |
| 1995      | Prince for a Day                             | Bernie Silver                                      | Película de televisión. Llamada también: "The Prince and the Pizza Boy"                        |
| 1995      | The Invaders                                 | Randy Stein                                        | Película de televisión                                                                         |
| 1996      | Deadly Pursuits                              | Mariano                                            | Película de televisión                                                                         |
| 1996–2000 | Law & Order                                  | Det. John Munch                                    | "Charm City". "Baby, It's You". "Sideshow". "Entitled"                                         |
| 1997      | The X-Files                                  | Det. John Munch                                    | "Unusual Suspects"                                                                             |
| 1997      | Richard Belzer: Another Lone Nut             | Él mismo                                           | Especial de comedia HBO                                                                        |
| 1997      | When Cars Attack                             | Él mismo                                           | Película de televisión                                                                         |
| 1997–1998 | E! True Hollywood Story                      | Él mismo                                           | "Gilda Radner". "John Belushi"                                                                 |
| 1998      | Elmopalooza                                  | Él mismo                                           |                                                                                                |
| 1999      | Mad About You                                | Det. Sharp                                         | "Stealing Burt's Car"                                                                          |
| 1999–2016 | Law & Order: Special Victims Unit            | Det. / Sgt. John Munch                             | Regular 325 Episodios                                                                          |
| 2000      | Homicide: The Movie                          | Det. John Munch                                    | Película de televisión (basada en la serie de televisión)                                      |
| 2000      | The Beat                                     | Det. John Munch                                    | "They Say It's Your Birthday"                                                                  |
| 2000      | South Park                                   | Loogie                                             | Voz. "The Tooth Fairy Tats 2000"                                                               |
| 2000      | 3rd Rock from the Sun                        | Él mismo                                           | "Dick'll Take Manhattan: Part 1"                                                               |
| 2005      | Law & Order: Trial by Jury                   | Det. John Munch                                    | "Skeleton", es una secuela crossover del episodio "Tombstone" (T15) de la serie "Law & Order". |
| 2006      | Arrested Development                         | Det. John Munch                                    | "S.O.B.s", No acreditado. "Exit Strategy"                                                      |
| 2008      | The Wire                                     | Sgt. John Munch                                    | "Took"                                                                                         |
| 2009      | Jimmy Kimmel Live!                           | Sgt. John Munch                                    | Episodio fechado el 7 de octubre de 2009                                                       |
| 2009      | Comedy Central Roast of Joan Rivers          | Él mismo                                           |                                                                                                |
| 2013      | America Declassified                         | Él mismo                                           | (T1, Epi. 1)                                                                                   |
| 2015      | Unbreakable Kimmy Schmidt                    | Un personaje como John Munch                       | "Kimmy Goes to the Doctor!"                                                                    |

## Libros
- Belzer, Richard. UFOs, JFK, and Elvis: Conspiracies You Don't Have To Be Crazy To Believe. ISBN 0-345-42918-4.
- Belzer, Richard. How to Be a Stand-Up Comic. ISBN 0-394-56239-9.
- Belzer, Richard (2002). Momentum: The Struggle for Peace, Politics, and the People (By Belzer and Marjorie Mowlam). ISBN 0-340-79394-5.

## Premios y nominaciones
- 2008, Nominado al Premio People's Choice, por su actuación en Law & Order: Special Victims Unit.